# Haruki Muramatsu
Haruki Muramatsu (Japans: 村松 治樹) (Iwate, 15 april 1977) is een Japanse darter.

## Carrière
Muramatsu kwalificeerde zich voor het PDC World Darts Championship 2010. Hij versloeg de Pool Krzysztof Kciuk met 4–1 in de voorronde, maar verloor met 3–0 van Ronnie Baxter in de eerste ronde.
Hij kwalificeerde zich voor zijn tweede PDC World Championship in 2012, waar hij Dennis Nilsson met 4–2 in legs versloeg in de voorronde om het in de eerste ronde op te nemen tegen Phil Taylor. Hij verloor met 0-3 maar wist drie legs te winnen tijdens de wedstrijd, waaronder twee keer een break. Taylor zei na de wedstrijd dat Muramatsu "elke professional schrik zou hebben aangejaagd" met het niveau dat hij gooide. Muramatsu klom naar de 94ste plek in de PDC Order of Merit na het wereldkampioenschap. Muramatsu vertegenwoordigde Japan samen met Morihiro Hashimoto in de World Cup of Darts 2012. Ze verloren met 2-5 van Zweden in de eerste ronde.
Muramatsu kwalificeerde zich voor zijn derde PDC World Championship in 2013 door het Japanse Qualifying Event te winnen. Hij speelde tegen Dave Harrington uit Nieuw-Zeeland in de voorronde, die hij met 4–0 won om het in de eerste ronde op te nemen tegen Simon Whitlock, waarvan hij met 3–0 verloor. Hij speelde in zijn derde World Cup of Darts 2013, waarin hij samen met Sho Katsumi met 5–4 wist te winnen van Oostenrijk. Daarna versloegen ze Ierland met 5–3 om het op te nemen tegen Phil Taylor en Adrian Lewis in de kwartfinale. Muramatsu verloor van Taylor met 4–1, maar Katsumi versloeg Lewis, waardoor er een koppelwedstrijd nodig was om een winnaar aan te kunnen duiden. Japan leidde met 2–0 maar verloor uiteindelijk met 4–2. Hij werd met 6–5 uitgeschakeld door Hashimoto in de finale van de Japanse qualifier voor het PDC World Darts Championship 2014.
In juni 2014 zagen Muramatsu en Hashimoto hoe Canada zeven wedstrijddarts in de eerste ronde van de World Cup of Darts 2014 misten om uiteindelijk nog met 5–4 te winnen. In de tweede ronde verloren ze allebei hun wedstrijd tegen de Noord-Ierse spelers Brendan Dolan en Mickey Mansell. Een week later won Muramatsu het French Soft Tip DartsLive event.
Muramatsu kwalificeerde zich voor het PDC World Darts Championship 2015 door Masumi Chino met 6–5 te verslaan in de Japanse Qualifier. Hij verloor van Boris Koltsov met 4–2 in de voorronde. Muramatsu deed mee aan de PDC Q-School en wist in de top 18 van de Order of Merit te eindigen waardoor hij een Tour Card bemachtigde. Na China met 5–0 te hebben verslagen, werden Muramatsu en Hashimoto in de tweede ronde van de World Cup of Darts 2015 uitgeschakeld door Engeland. Muramatsu speelde mee in de Japan Darts Masters 2015 en werd met 6–1 verslagen door Peter Wright in de eerste ronde.
Muramatsu speelde in Players Championshipevents in 2016, maar won geen enkele wedstrijd. Hij verloor in de halve finale van de Japan Open. Hij nam samen met Keita Ono deel aan de World Cup of Darts 2016, maar ze verloren met 5–2 van Noord-Ierland in de eerste ronde. Muramatsu werd een jaar later op de World Cup of Darts 2017 samen met Yuki Yamada uitgeschakeld met 5–3 door Spanje.

## Resultaten op wereldkampioenschappen

### PDC
- 2010: Laatste 64 (verloren van Ronnie Baxter met 0–3)
- 2012: Laatste 64 (verloren van Phil Taylor met 0–3)
- 2013: Laatste 64 (verloren van Simon Whitlock met 0–3)
- 2015: Voorronde (verloren van Boris Koltsov met 2–4 in legs)
- 2024: Laatste 96 (verloren van Scott Williams met 1-3)

- CiNii: DA1826416X
- Bibliotheek van het Japanse parlement: 001205873
- Virtual International Authority File: 316879709